# J.G. Sissingh

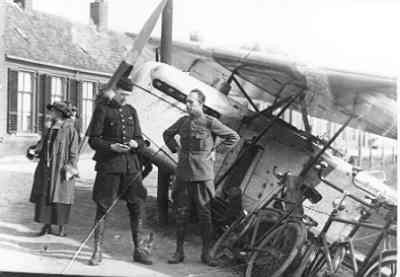
Noodlanding van de Fokker CIV 558 bij Arnhem. Op de foto Elt. J.G. Sissingh (links) en Sgt.vl. F.M.W.A. van den Berg

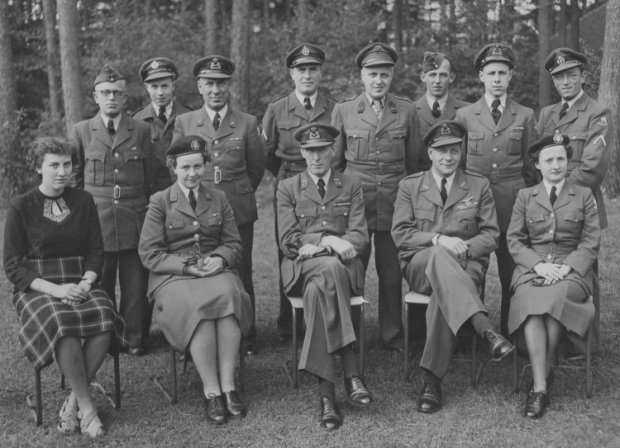
De staf van het korps Luchtwacht dienst. (J.G. Sissingh zittend in het midden)

Jacobus Gerhardus Sissingh (Arnhem, 20 januari 1895 – Zwolle, 3 mei 1981) was een van de eerste Nederlandse jachtvliegers.
In april 1939 werd Sissingh commandant van de door het Ministerie van Defensie opgerichte en op Schiphol gestationeerde BomVA (Bombardeer Vliegtuig Afdeling).

## Tweede Wereldoorlog
In mei 1942 werd hij gearresteerd en in krijgsgevangenschap gezet. Hij heeft in Neurenberg-Langwasser, Kamp Stanislau en Kamp Neubrandenburg gezeten.

## Na de oorlog
Na de oorlog werd Sissingh de eerste commandant van vliegbasis Leeuwarden, om daarna in de jaren '50 commandant te worden van het nieuw opgerichte korps Luchtwachtdienst.
Op 1 april 1955 werd hij door de koningin benoemd tot officier in de Orde van Oranje-Nassau met de Zwaarden.